# Sweet Dreams (The Video Album)
Sweet Dreams (The Video Album) – wideo brytyjskiego duetu Eurythmics wydane w 1983 roku.

## Ogólne informacje
Było to pierwsze wideo zespołu. Materiał został nagrany w londyńskim klubie nocnym Heaven. Zespół zagrał utwory głównie z drugiej płyty Sweet Dreams (Are Made of This) i dwa z debiutanckiej In the Garden. Podczas koncertu pokazywane były kolorowe lasery. Na wydawnictwie zawarto także trzy wideoklipy „Sweet Dreams”, „Love Is a Stranger” i „Who’s That Girl?”. Na potrzeby koncertu stworzono dwie animowane laleczki, które odwzorowywały Annie Lennox i Davida Stewarta, przedstawiające poszczególne sceny obrazu. Album został pierwotnie wydany na kasecie VHS. W późniejszych latach był wielokrotnie wznawiany na różnych nośnikach, m.in. Laserdisc, VCD i DVD.

## Lista utworów
1. „Intro” – 2:29
2. „This Is the House” – 4:01
3. „Never Gonna Cry Again” – 4:24
4. „Take Me to Your Heart” – 4:10
5. „I've Got an Angel” – 3:39
6. „Satellite of Love” – 5:01
7. „Love Is a Stranger” (teledysk) – 3:27
8. „Who's That Girl?” (teledysk) – 3:40
9. „This City Never Sleeps” – 5:12
10. „Jennifer” – 4:40
11. „Sweet Dreams (Are Made of This)” (teledysk) – 3:42
12. „I Could Give You (A Mirror)” – 3:47
13. „Somebody Told Me” – 3:23
14. „Wrap It Up” – 3:20
15. „Tous Les Garçons Et Les Filles” – 3:41
16. „Sweet Dreams (Are Made of This)” – 3:31